# Karakara białobrzucha
Karakara białobrzucha (Ibycter americanus) – gatunek ptaka drapieżnego z rodziny sokołowatych (Falconidae). Występuje od skrajnie południowego Meksyku przez Amerykę Centralną po środkową Amerykę Południową. Nie jest zagrożony wyginięciem.

## Systematyka
Umieszcza się go w monotypowym rodzaju Ibycter lub czasem w Daptrius, do którego należy też karakara czarna. Nie wyróżnia się podgatunków, choć proponowano wydzielenie populacji z Ameryki Centralnej do podgatunku guatemalensis, a z południowo-wschodniej Brazylii do pelzelni.

## Występowanie
Spotyka się ją w Boliwii, Brazylii, Kolumbii, Kostaryce, Ekwadorze, Gujanie Francuskiej, Gwatemali, Gujanie, Hondurasie, Meksyku, Nikaragui, Panamie, Peru, Surinamie i Wenezueli. Nie odnotowano prób migracji tych ptaków.
Naturalnym siedliskiem karakary białobrzuchej są subtropikalne lub tropikalne wilgotne niziny i subtropikalne lub tropikalne wilgotne lasy mgliste oraz ich obrzeża, lokalne plantacje. Występuje do 1400 m n.p.m.

## Charakterystyka
To ptaki średniej wielkości i o szczupłej sylwetce, choć nie zwracające na siebie uwagi pięknym upierzeniem. Mają dość długie skrzydła i ogon, który na końcu jest zaokrąglony. Mała głowa ma w części twarzowej nieopierzone fragmenty. Posiadają mały dziób, który jest lekko zakrzywiony. Nogi są krótkie.
Ma 43–56 cm długości i 96–124 cm rozpiętości skrzydeł, co dorównuje wymiarowi u myszołowa. Dymorfizm płciowy niewielki, samce osiągają 96% wielkości samicy, mają 318–418 mm długości skrzydeł (samice 331-420 mm), ważą 510–570 g (560–770 g).
Podobnie jak pozostali przedstawiciele Polyborini, nie ma też różnic między płciami, jeśli chodzi o ubarwienie. Dorosłe ptaki mają niemal jednolicie na całym ciele czarne mieniące się pióra. Jedynie w dolnej części brzucha, a także w tylnej części pokryw skrzydłowych widać ostro kontrastujące białe upierzenie, po bokach głowy przerywane czernią. Niepokryte piórami części na głowie i szyi są czerwone i niebiesko-szare, podobnie jak woskówka. Nogi są pomarańczowo-czerwone, pazury czarne. Dziób żółto-szary z bardziej beżowymi akcentami. Tęczówka jest czerwonawo-brązowa. Młode ptaki są bardzo podobne do osobników dorosłych. Ogólnie upierzenie jest mniej błyskotliwe, twarz blada. Tęczówka ma brązową barwę.
Wydaje bardzo głośne i hałaśliwe „ah-ah-uuh”. W jednym czasie wtóruje temu wiele osobników z kolonii. Potrafi zapamiętywać i imitować głosy papug ar.

## Pożywienie
Prowadzi osobliwą dietę jak na karakarę, żywi się głównie owadami społecznymi – larwami oraz jajami pszczół i os (podbiera je z wiszących na drzewach gniazd). Badania przeprowadzone w Gujanie Francuskiej ujawniły, że stanowią one 74% pożywienia tych ptaków, a atakowane gniazda miały zwykle poniżej 20 cm średnicy. Dzięki swym zakrzywionym dziobom wkładają głowę do otworu, a następnie niszczą je swym grzebieniem i wyjmują ofiary. Dorosłe błonkoskrzydłe nie są w stanie ich dotkliwie użądlić, co jak się uważa, ptak zawdzięcza wydzielanemu związkowi chemicznemu o funkcji odstraszacza. Chwyta jednak również dorosłe owady, gąsienice, stawonogi, owoce i jagody, a nawet jaja i żółwie.
Pożywienia szuka kolonijnie w dolnych partiach koron drzew i niżej. Jeden lub dwa ptaki, gdy reszta żeruje, pełnią rolę strażników ostrzegających przed niebezpieczeństwem. Karakary często przebywają w mieszanych stadach z papugami, tukanami, dzięciołami itp.

## Okres lęgowy
Nie jest znanych wiele zachowań związanych z rozrodem. Zaloty przypominają te obecne u innych ptaków drapieżnych, np. kołowanie w powietrzu nad lęgowiskiem lub wspólne przeloty. Gniazda znajduje się w drzewach o gęstej koronie, w szczelinach kory, na wysokości około 22 metrów.
Okres lęgowy u ptaków żyjących w Panamie rozpoczyna się na początku maja, a w Kolumbii w połowie lipca. W gnieździe znajdywano zazwyczaj 2–3 jaja. W południowo-zachodniej Brazylii już w styczniu znaleziono gniazdo z pisklętami. Gniazda są bronione przez kilku członków grupy, a pisklęta są karmione przez różne ptaki należące do kolonii.

## Status
Międzynarodowa Unia Ochrony Przyrody (IUCN) uznaje karakarę białobrzuchą za gatunek najmniejszej troski (LC – least concern) nieprzerwanie od 1988 roku. W 2019 roku organizacja Partners in Flight szacowała, że liczebność światowej populacji mieści się w przedziale 0,5–5,0 milionów dorosłych osobników. Trend liczebności populacji uznawany jest za silnie spadkowy ze względu na postępujące niszczenie siedlisk w wielu częściach zasięgu. Zasięg występowania tego ptaka szacuje się na około 10,7 mln km².
Populacje z Meksyku i Gwatemali prawdopodobnie wymarły, w innych krajach Ameryki Centralnej jest to obecnie ptak rzadki lub bardzo rzadki. Wyginięcie karakary białobrzuchej z wielu obszarów Ameryki Centralnej jest skutkiem niszczenia lasów pierwotnych, choć zauważono zanik gatunku nawet w nietkniętych kompleksach leśnych.